# Hideomi Yamamoto
Hideomi Yamamoto (jap. 山本 英臣 Yamamoto Hideomi; ur. 26 czerwca 1980) – japoński piłkarz występujący na pozycji obrońcy. Obecnie występuje w Ventforet Kofu.

## Kariera klubowa
Od 1999 roku występował w klubach JEF United Ichihara i Ventforet Kofu.